# 瓦尔罗 (埃罗省)
瓦尔罗（法語：Valros）是法国埃罗省的一个市镇，属于贝济耶区（Béziers）塞尔维昂县（Servian）。该市镇总面积6.61平方公里，2009年时的人口为1269人。

## 人口
瓦尔罗人口变化图示